# James Mann (Politiker)
James Mann (* 22. Juni 1822 in Gorham, Maine; † 26. August 1868 in New Orleans, Louisiana) war ein US-amerikanischer Politiker. Im Jahr 1868 vertrat er den Bundesstaat Louisiana im US-Repräsentantenhaus.

## Werdegang
James Mann verbrachte den größten Teil seines Lebens in Maine. Dort war er in den Jahren 1849 bis 1850 Abgeordneter im Repräsentantenhaus dieses Staates. Von 1851 bis 1853 gehörte er dem Senat von Maine an. Danach war er zwischen 1962 und 1863 Kämmerer im Cumberland County. Außerdem war er bei der Zollbehörde im Hafen von Portland angestellt.
Im Verlauf des Bürgerkrieges trat Mann in die US Army ein. Dort wurde er Zahlmeister im Rang eines Majors. Während der Reconstruction arbeitete Mann für das Finanzministerium im besetzten Staat Louisiana. Damals lebte er in New Orleans. Politisch wurde er Mitglied der Demokratischen Partei. Nach der Wiederaufnahme Louisianas in die Union und der damit verbundenen Kongressvertretung wurde James Mann 1868 im zweiten Wahlbezirk des Staates in das US-Repräsentantenhaus in Washington, D.C. gewählt. Dort trat er am 18. Juli 1868 sein neues Mandat an. Er starb aber bereits wenige Wochen später, am 26. August 1868, in New Orleans. Anschließend wurde er in seinem Geburtsort Gorham beigesetzt.